# Megaprimtal
Et megaprimtal er et primtal med mindst en million cifre.
Det først fundne megaprimtal var Mersenne-primtallet 26972593−1 med 2.098.960 cifre, opdaget i 1999 af Nayan Hajratwala, som var deltager i GIMPS projektet.
Per 6. november 2023 kender man mere end 2322 megaprimtal